# Brzeźnio (gromada)
Brzeźnio – dawna gromada, czyli najmniejsza jednostka podziału terytorialnego Polskiej Rzeczypospolitej Ludowej w latach 1954–1972.
Gromady, z gromadzkimi radami narodowymi (GRN) jako organami władzy najniższego stopnia na wsi, funkcjonowały od reformy reorganizującej administrację wiejską przeprowadzonej jesienią 1954 do momentu ich zniesienia z dniem 1 stycznia 1973, tym samym wypierając organizację gminną w latach 1954–1972.
Gromadę Brzeźnio siedzibą GRN w Brzeźniu utworzono – jako jedną z 8759 gromad na obszarze Polski – w powiecie sieradzkim w woj. łódzkim, na mocy uchwały nr 38/54 WRN w Łodzi z dnia 4 października 1954. W skład jednostki weszły obszary dotychczasowych gromad Brzeźnio, Próba, Zapole, Rembów, Bronisławów, Pustelnik, Krzaki i Podcabaje ze zniesionej gminy Brzeźnio w tymże powiecie. Dla gromady ustalono 24 członków gromadzkiej rady narodowej.
1 stycznia 1958 do gromady Brzeźnio przyłączono obszar zniesionej gromady Ostrów oraz wieś Nowa Wieś, kolonię Nowa Wieś, osadę Nowa Wieś, parcelację Nowa Wieś, wieś Borowiska, wieś Gozdy i kolonię Legionów ze zniesionej gromady Potok.
Gromada przetrwała do końca 1972 roku, czyli do kolejnej reformy gminnej. 1 stycznia 1973 w powiecie sieradzkim reaktywowano gminę Brzeźnio.